# SR Merchant Navy class
La Clase SR Merchant Navy (originalmente conocida como Clase 21C1, sus máquinas más tarde serían informalmente conocidas como Bulleid Pacifics, Spam Cans o Packets) es un tipo de locomotoras de vapor carenadas, con disposición de ruedas 4-6-2 Pacific. Diseñada para el Ferrocarril del Sur de Gran Bretaña por Oliver Bulleid, resultó elegida entre varias propuestas del mismo ingeniero. Las primeras unidades se construyeron durante la Segunda Guerra Mundial, y la última de las 30 locomotoras se entregaría en 1949. El nombre de la clase es un homenaje a la marina mercante británica (Merchant Navy), involucrada en la batalla del Atlántico, y a las compañías navieras cuyos buques se dirigían a Southampton, un efectivo recurso publicitario del Ferrocarril del Sur, que por entonces operaba en los muelles de la ciudad portuaria.
Al incorporar una serie de nuevos desarrollos en la tecnología de locomotoras de vapor británicas, el diseño de la Clase Merchant Navy fue uno de los primeros en utilizar soldadura en el proceso de construcción, lo que permitió una fabricación más sencilla durante la austeridad de las economías de guerra y de posguerra. Además, las locomotoras incluían sifones térmicos en sus calderas y el controvertido mecanismo de válvula de cadena Bulleid.
Debido a problemas con algunas de las características más novedosas del diseño de Bulleid, British Rail modificó todas las locomotoras de la clase a finales de la década de 1950, perdiendo sus carenados aerodinámicos en el proceso. La clase Merchant Navy funcionó hasta el final del vapor en el Ferrocarril del Sur en julio de 1967. Un tercio de la clase ha sobrevivido y se puede ver en trenes históricos en toda Gran Bretaña.

## Antecedentes
El Ferrocarril del Sur fue el más exitoso financieramente de los "Big Four", basándose en gran medida en la inversión en el transporte de cercanías y en la electrificación de sus líneas principales. Después de la exitosa introducción de las máquinas SR Clase Schools en 1930, la compañía se había quedado rezagada con respecto a las demás en términos de modernización de su antigua flota de locomotoras de vapor. Tras la jubilación en 1937 del Gerente General, Sir Herbert Walker, y de Richard Maunsell, Ingeniero Mecánico Jefe, sus sucesores consideraron que había llegado el momento de cambiar esta situación. En marzo de 1938, el nuevo Gerente General Gilbert Szlumper autorizó a Oliver Bulleid, que había reemplazado a Maunsell, para que preparara distintos diseños para veinte locomotoras expresas de pasajeros. El deterioro de la situación internacional antes de la Segunda Guerra Mundial sería un factor adicional que propició la toma de esta decisión.
La primera sugerencia de Bulleid consistió en una locomotora de ocho ruedas acopladas (4 a cada lado), con una disposición de ruedas 4-8-2 para los trenes expresos Golden Arrow y Night Ferry Continental, aunque rápidamente se cambió a una disposición 2-8-2 "Mikado", equipando las máquinas con un "eje Bissell" Helmholtz, un sistema que ya se había aplicado con éxito en el Continente. Sin embargo, ambas propuestas para locomotoras de ocho ruedas motrices serían rechazadas por el Ingeniero Civil Jefe del Ferrocarril del Sur, por lo que se decidió optar por un nuevo diseño del tipo 4-6-2 "Pacific", ideado para expresos de pasajeros y los trenes rápidos utilizados en las líneas de cercanías del Sur de Inglaterra, aunque tenían que ser igualmente aptas para el trabajo de mercancías, debido a su clasificación nominal como máquinas adecuadas para "tráfico mixto" a la que Bulleid debió ajustarse para hacer posible que se construyeran durante la guerra, debido a las medidas administrativas adoptadas por el Gobierno, evitando la construcción de locomotoras de pasajeros exprés debido a la escasez de materiales y a la necesidad de locomotoras con capacidad de transporte de carga. La Clasificación del diseño dentro de la categoría de "tráfico mixto" evitó esta restricción.

## Diseño
La mayor parte del diseño detallado de la Clase Merchant Navy fue realizado por la oficina de los Talleres de Brighton, pero los Ashford y los de Eastleigh también realizaron algunos trabajos. Esta división de responsabilidad posiblemente se debió al deseo de Bulleid de restringir el conocimiento de la nueva clase a un número limitado de personas. El diseño incorporó una serie de características novedosas con respecto a las prácticas habituales entonces en la construcción de locomotoras de vapor en Gran Bretaña.

### Cilindros, mecanismos de válvulas, ruedas y frenos

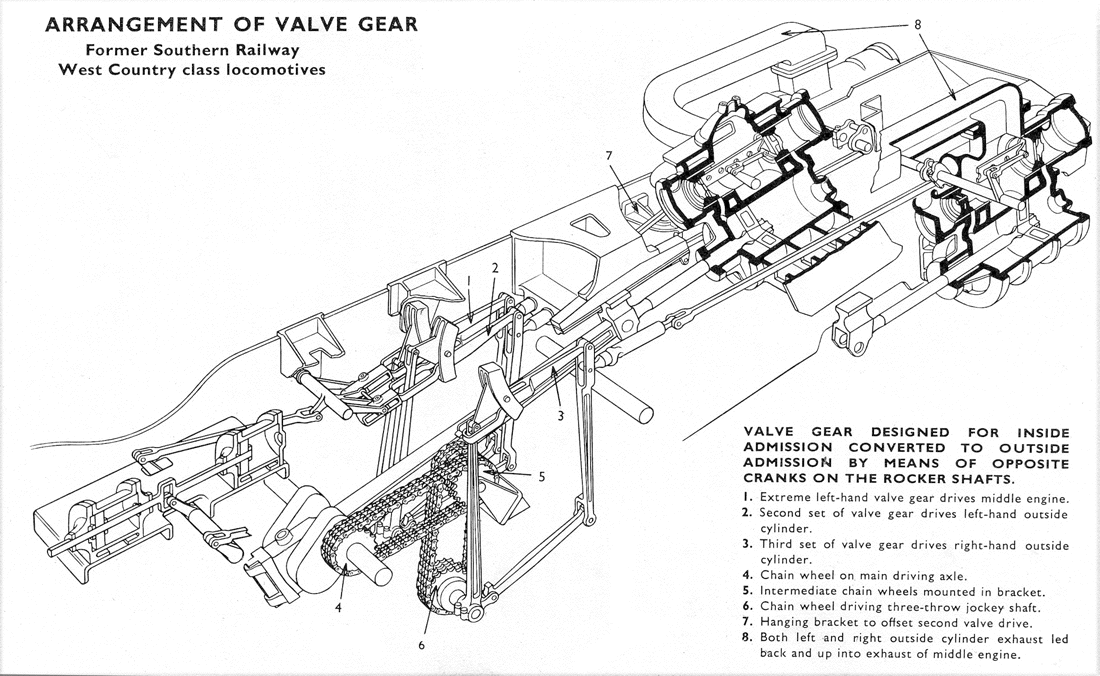
Mecanismo de válvulas de cadena Bulleid

Tres cilindros de 18 pulgadas (45,7 cm) de diámetro accionaban acopladamente el eje central. El cilindro interior estaba fuertemente inclinado con una pendiente de 1:7.5, pero los cilindros exteriores eran horizontales.
Originalmente estaba destinado a usar un mecanismo de distribución impulsado por engranajes, pero las restricciones de espacio dentro del bastidor y la escasez de material en tiempos de guerra llevaron a Bulleid a diseñar su novedoso mecanismo de válvulas de cadena. Este componente se convirtió en un rasgo único entre las prácticas de diseño de locomotoras británicas. Más adelante se ganaría una mala reputación, porque podía causar un accionamiento de válvulas altamente irregular, un problema agravado por el rápido reversor de vapor adoptado por Bulleid. Todo el sistema estaba ubicado en un baño de aceite sellado, otro diseño único, que proporcionaba una lubricación constante a las partes móviles.
Las locomotoras estaban equipadas con las inusuales ruedas motrices Bulleid Firth Brown (BFB) de 6 ft 2 in (1.88 m) que eran más ligeras y más resistentes a la vez que sus equivalente con radios. Estas nuevas ruedas demostrarían sobradamente sus ventajas y más adelante se usarían en otras clases de máquinas diseñadas por Bulleid. El bogie delantero estaba basado en el de la Clase Lord Nelson, aunque tenía un batalla de 6 ft 3 in (1.90 m), en comparación con el diseño de Maunsell de 7 ft 6 in (2.28 m), utilizando ruedas BFB de 3 ft 1 in (0,94 m) de diámetro. Se incorporó una distancia entre ejes más larga para mantener las locomotoras dentro de las condiciones de carga lineal admisibles por los puentes del Ferrocarril del Sur. El bogie trasero de apoyo utilizaba un bastidor monolítico de fundición de acero, facilitando una circulación más suave. El diseño sería utilizado en la futura Clase 7 Standard.

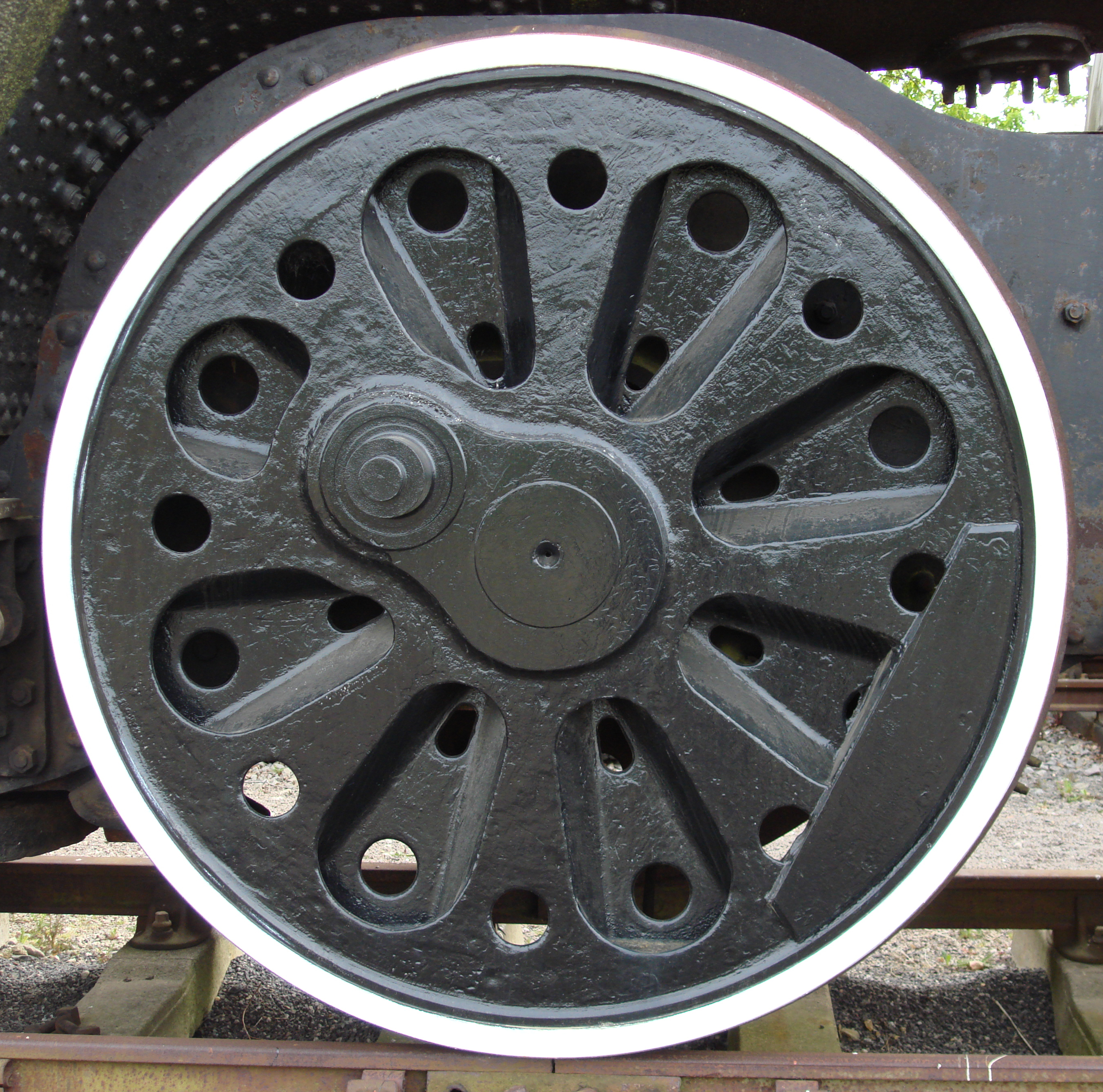
Rueda motriz de diseño Bulleid Firth Brown (Locomotora 35010 Blue Star). Nótese el contrapeso en la parte inferior derecha, una característica de la que inicialmente carecían las locomotoras Merchant Navy

Los espacios entre las ruedas motrices albergaban frenos con cierre de vapor, que retenían las ruedas por medio de una acción de "tijera". Las dos suspensiones centrales sostenían dos bloques de freno cada una, mientras que las dos suspensiones externas en las ruedas motrices delantera y trasera sostenían una cada una. Estaban conectados entre sí mediante varillas externas para facilitar el acceso, y todo el sistema se operaba desde la plataforma.

### Caldera y cámara de combustión soldada
La presión máxima de la caldera era más alta que en cualquier otra locomotora de servicio regular británica (excepto en la GWR Clase County) a 280 psi.
Bulleid optó para las calderas por los fogones totalmente soldados (más baratos), en lugar de una construcción remachada al uso, y una caja de fuego interior de acero que era 1,5 LT (1,5 t) más ligera que las habitualmente fabricadas con cobre. Se implementaron dos sifones térmicos de acero soldado para mejorar la circulación del agua alrededor del fogón, subcontratados a Beyer Peacock.
Sin embargo, pronto se hizo evidente que el Ferrocarril del Sur carecía de las instalaciones necesarias para fabricar calderas soldadas de este tamaño, por lo que las primeras diez calderas se encargaron a la North British Locomotive Company.

### Carenado, caja de humo y tiro de vapor

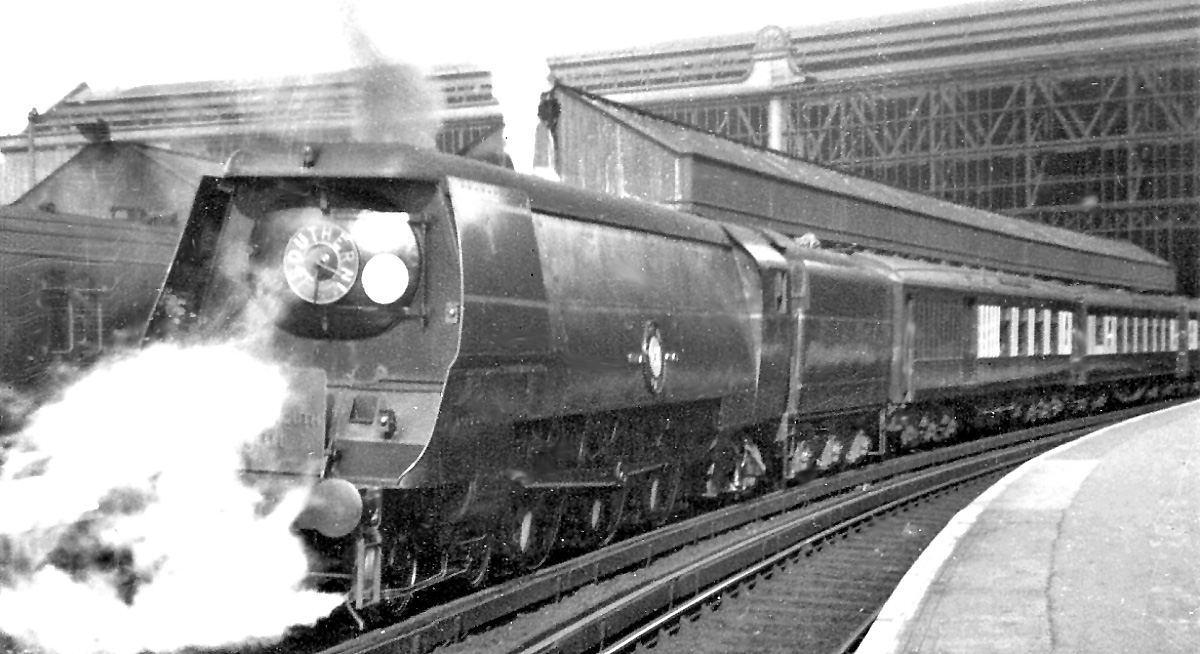
21C18 British India Line hauling the Bournemouth Belle in 1946

La caldera estaba envuelta por una carcasa de chapa de acero ideada por Bulleid, que no tenía el propósito de reducir la resistencia al aire de la máquina (como demostraba su frontal extremadamente plano), sino que servía como una forma de elevar los gases de escape. Los lados planos también fueron una ayuda para limpiar la locomotora con sistemas mecánicos, lo que representa un intento de reducir los costos de mano de obra. Mantuvo el perfil cuadrado del fogón Belpaire, extendido mediante un perfil curvo hacia adelante hasta alcanzar la caja de humos. Se utilizó lana de vidrio para el revestimiento de la caldera. La caja de humo, de chapa metálica, estaba fabricada con el mismo perfil que la caja de fuego, actuando como una manera de mantener la forma del carenado exterior. En el centro, la carcasa estaba soportada por crinolinas de acero de sección acanalada (armazones de refuerzo utilizados para mantener la forma) unidas al bastidor. La caja de humo albergaba las cinco boquillas del tiro del escape de vapor Lemaître, dispuestas en círculo dentro de una chimenea de gran diámetro.

### Ténder
Bulleid diseñó un nuevo ténder con una capacidad de 5000 galones imperiales (22 730 L; 6000 galAm) de agua, que podía transportar 5 toneladas (5.1 t) de carbón en un chasis de seis ruedas. Utilizaba ruedas BFB de perfil aerodinámico, o "raves"; la parte superior tenía un aspecto similar al de los coches transportados por la locomotora. El depósito de agua estaba construido con chapas soldadas para ahorrar peso, y el ténder estaba equipado con un equipo de frenado al vacío de un tipo de cierre similar al utilizado en la locomotora. Tres depósitos de vacío de freno de construcción cilíndrica se agrupaban en la parte superior del depósito, detrás del espacio destinado al carbón. Inusualmente para una locomotora británica, se incorporaron dos tapones de llenado de agua adicionales en la parte delantera del ténder, para acceder desde la plataforma lateral. El diseño original demostró estar arriostrado de manera inadecuada y sujeto a fugas graves, incluso si estaba levemente dañado, o cuando las presiones generadas por el agua hacían que las juntas soldadas se partieran. El problema no se resolvió hasta 1944, cuando se instaló un sistema antifugas adicional.

### Otras innovaciones
la locomotora disponía de iluminación eléctrica tanto en la cabina como en la plataforma exterior, suministrada por un generador de vapor instalado debajo del bastidor. Los indicadores de control de la máquina estaban indirectamente iluminados mediante luz ultravioleta. Esto permitía obtener una visión nocturna más clara del medidor de presión de vapor de la caldera y del medidor de vacío del tubo de freno, al tiempo que evitaba el deslumbramiento, lo que facilitaba a la tripulación ver las señales situadas junto ala vía. También se prestó mucha atención a la ergonomía de la cabina de conducción, diseñada con los controles requeridos para la operación agrupados de acuerdo con las necesidades del fogonero y del maquinista, obteniéndose así una operación más segura. Como ayuda para el fogonero, se incorporó un pedal que usaba vapor a presión para abrir las compuertas del fogón (por donde se introduce el carbón a la caldera). La cabina estaba completamente cerrada, mejorando las condiciones de trabajo de la tripulación en invierno.

## Construcción
Para el historial de construcción de la clase, consúltese: Anexo:Lista de locomotoras SR Clase Merchant Navy
El Ferrocarril del Sur hizo un pedido para que se construyeran diez de las nuevas locomotoras en los Talleres de Eastleig, aunque las calderas tuvieron que ser suministradas por la industria privada y los ténderes se construyeron en Ashford. El prototipo se completó en febrero de 1941, se numeró 21C1 y se denominó Channel Packet en una ceremonia celebrada en Eastleigh el 10 de marzo de 1941. Se sometió a pruebas exhaustivas y modificaciones menores antes de unirse al parque de locomotoras del Ferrocarril del Sur el 4 de junio de 1941. Un segundo prototipo, 21C2 Union Castle se completó en junio, siendo bautizado en la Estación de Victoria el 4 de julio. Se descubrió que ambos prototipos tenían siete toneladas por encima del peso especificado y, ante la insistencia del ingeniero del Ferrocarril del Sur, la producción del resto se detuvo hasta que se tomaron medidas para remediar este problema. Esto se logró mediante el uso de placas de acero más delgadas para el bastidor, optimizando el revestimiento de la caldera, y ampliando los aligeramientos existente en la estructura principal. Las ocho locomotoras restantes en el lote se entregaron entre septiembre de 1941 y julio de 1942.
Siguió un segundo lote de diez, comenzado en diciembre de 1944 y culminado en junio de 1945, totalmente construido en Eastleigh y equipado con ténderes de 5100 galones imperiales (23 190 L; 6120 galAm) de capacidad. La clase Merchant Navy generó el diseño y la construcción de una versión más ligera de la misma locomotora con el consiguiente aumento de versatilidad para trabajar en vías de menor capacidad portante. Estas máquinas del tipo Pacific Ligera, denominadas SR Clases West Country y Battle of Britain, comenzaron a entrar en servicio en 1945.
Justo antes de la estatización de los ferrocarriles en 1948, el Ferrocarril del Sur hizo un pedido de diez locomotoras Merchant Navy más, con ténderes más grandes de 6000 galones imperiales (27 280 L; 7210 galAm) de capacidad. La escasez de materiales significó que la entrega se retrasó hasta septiembre de 1948 y se completó en 1949; el lote nunca llegaría a llevar la numeración del Ferrocarril del Sur. Los Talleres Ferroviarios de Eastleigh fueron los responsables de la fabricación del lote final, que se encontraba en la serie 35021-35030. La construcción se acometió internamente por Eastleigh, con las calderas y ténderes construidos en los Talleres Ferroviarios de Brighton, los bastidores en Ashford y el resto en Eastleigh. Estaban equipados con frentes de cabina en forma de cuña desde el principio, y el mayor uso de la soldadura aseguraba locomotoras más ligeras. El lote también estaba equipado con el equipo químico para tratar el agua de alimentación TIA ("Tratamiento Integral Armand") utilizado en las Pacific Ligeras. Este sistema permitía precipitar las sustancias formadoras de escamas presentes en el "agua dura" del sur de Inglaterra, formando un lodo espeso que podía eliminarse de la locomotora utilizando una válvula manual de "purga". Un retraso en la construcción de los nuevos ténderes más grandes para las nuevas locomotoras, significó que algunas estuvieran equipadas con las unidades más pequeñas destinadas a ser utilizadas con las Pacific Ligeras que estaban en construcción en ese momento. Dos calderas de repuesto para la clase también se construyeron en Brighton y Eastleigh durante 1950/1.

## Numeración y denominación de las locomotoras

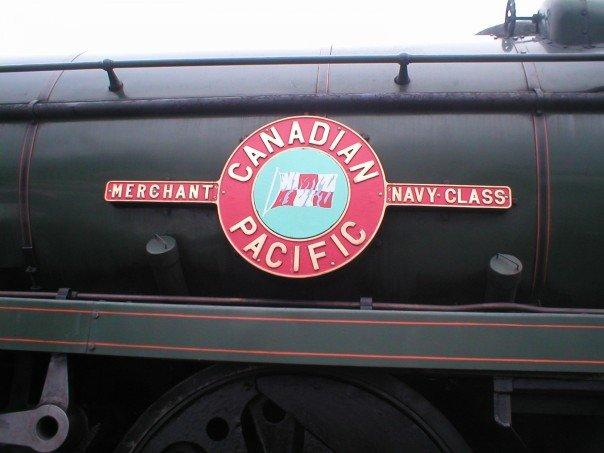
Configuración de la placa de identificación de la clase Merchant Navy (aquí 35005 Canadian Pacific)

Bulleid adoptó un nuevo esquema de numeración para todas sus locomotoras basado en la práctica de la Europa Continental, de acuerdo con sus experiencias en la sucursal francesa de Westinghouse Electric antes de la Primera Guerra Mundial, y las de su permanencia en el departamento de operaciones ferroviarias durante este conflicto. Los números del Ferrocarril del Sur siguieron una adaptación del sistema de clasificación UIC de usar letras y números para designar los ejes motorizados y no motorizados, junto con un número corriente. Por lo tanto, la primera locomotora 4-6-2 se convirtió en 21C1, donde "2" y "1" se refieren al número de ejes delanteros y traseros no motorizados, respectivamente, y "C" se refiere al número de ejes de accionamiento, en este caso tres. El resto fueron numerados 21C2-21C19. El esquema fue abandonado por British Rail en 1949 y las locomotoras existentes fueron renumeradas bajo el sistema estándar de British Railways en la serie 35001-35019; el lote final se puso en servicio como 35020-35029.
El Ferrocarril del Sur consideró nombrar las locomotoras haciendo referencia a las victorias en la Segunda Guerra Mundial, en la medida en que se produjo una placa de identificación de prueba con el rótulo "River Plate" (Batalla del Río de la Plata). Entre tanto, cuando los éxitos de la guerra comenzaron a resultar pocos y distantes para los británicos, el presidente de la Línea Union Castle sugirió utilizar los nombres de las compañías navieras que habían utilizado el puerto de Southampton en tiempo de paz. Esta idea acabó imponiéndose en 1941, dado que las compañías navieras estuvieron muy involucradas en los convoyes del Atlántico durante la Segunda Guerra Mundial.
Se creó un nuevo diseño de placa de identificación, que presenta una forma circular con un círculo más pequeño en el centro. El círculo interior llevaba los colores de la compañía naviera en una bandera estilizada, sobre un fondo azul fuerza aérea. Alrededor del círculo exterior estaba el nombre de la locomotora, rotulado con letras doradas. Se colocó una placa rectangular horizontal a cada lado de la placa de identificación circular, con el texto "Merchant Navy Class" también en letras doradas. Se convirtió en una placa de clase, como se puede ver en la fotografía de la placa de identificación situada arriba a la izquierda.
Durante su carrera operativa, la clase ganó varios apodos; el más obvio, "Bulleid Pacific", simplemente hacía referencia a su diseñador y a la disposición de las ruedas. El nombre coloquial Spam Can surgió de su apariencia utilitaria, aumentada por su carcasa plana cuadrangular, y su parecido con las características latas en las que se distribuían algunos alimentos (denominados SPAM). El apodo "Packets" (Paquetes) también era usado por los maquinistas, haciéndose eco de que la primera máquina de la clase sería bautizada como "Channel Packet".

## Detalles operacionales
Cuando la clase apareció durante la Segunda Guerra Mundial, no había tráfico marítimo de mercancías en los puertos de Dover y de Folkestone, para el que las máquinas habían sido diseñadas. Sin embargo, se usaron en trenes expresos en la Línea Principal del Suroeste a Southampton y a Exeter. En agosto de 1945, se realizaron una serie de pruebas entre la Estación de Victoria y la terminal de Dover, y desde octubre se utilizó la clase en los expresos continentales. El prestigioso tren Pullman Bournemouth Belle volvió a prestar servicio en octubre de 1946, siendo remolcado por las Navy Merchant durante las siguientes dos décadas. Sin embargo, su elevada carga por eje hizo imposible que circularan en muchas áreas del Ferrocarril del Sur y, más tarde, en la red de la Región Sur de los Ferrocarriles Británicos.

## Desarrollo posterior
Como ya se ha mencionado, el lote de producción principal de locomotoras construidas difería de los dos prototipos, Channel Packet y Union Castle. Se eliminó el pedal operado por vapor de apertura de la puerta del fogón, y se utilizó un nuevo tipo de revestimiento de la caldera en respuesta a la limitada situación de los suministros durante la Segunda Guerra Mundial. La modificación también se realizó en el carenado que rodeaba la caja de humo, después de que se recibieron informes indicando que el humo a la deriva obstaculizaba la visión de la tripulación de la locomotora. Inicialmente, la única forma de desviar el humo era una ranura estrecha situada frente a la chimenea, destinada a permitir que el aire levantara el humo cuando la locomotora estaba en marcha. Este sistema resultaba inadecuado debido a la explosión de escape relativamente suave proveniente del tiro del escape de vapor de chorro múltiple, que no podía ser atrapado por el flujo de aire. Después de varias pruebas, el flujo de aire se incrementó al extender el techo del carenado sobre el frente de la caja de humo, mientras que las placas deflectoras de humo laterales también se incorporaron en la parte delantera de la carcasa. Esto último se sumó a la escasa visibilidad desde el puesto de conducción, y la suma de estas mejoras nunca resolvió por completo el problema de la deriva del humo.

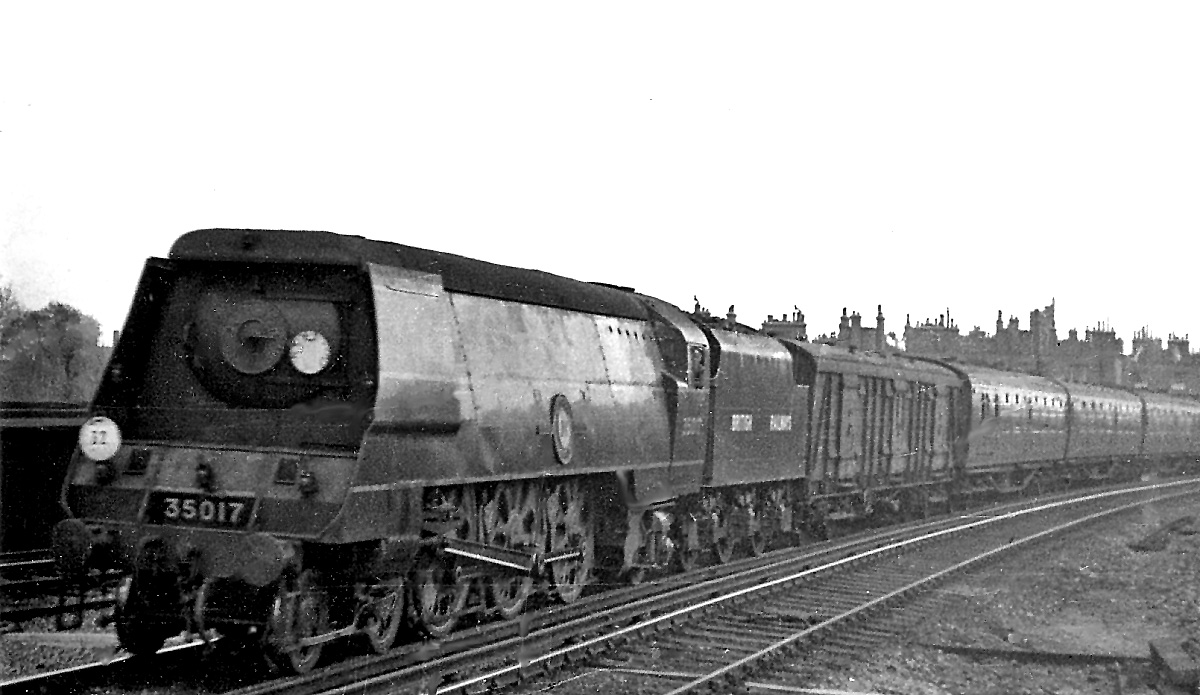
Locomotora Marine belga 35017 durante las Pruebas de Intercambio de Locomotoras de 1948

Durante el tiempo que operaron bajo el Ferrocarril del Sur, se aplicaron modificaciones adicionales a la clase, como la reducción de la presión de la caldera a 250 psi (1,72 MPa) y el rediseño de las ventanas de observación delanteras, que pasaron a tomar un perfil en forma de cuña, una característica que se puede ver en todas las locomotoras diseñadas por Bulleid después de la nacionalización. Este tipo de ventanas habían sido introducidas en Gran Bretaña en 1934 con las "Cock o' the North" diseñadas por Nigel Gresley. Originalmente, las ventanas delanteras de las Pacific Bulleid estaban dispuestas de manera convencional, formando un ángulo recto en la dirección de la locomotora, y ofrecían una visión limitada por delante debido a la presencia del carenado. Los lotes construidos en el sur también tuvieron variaciones en el material utilizado para el carenado, sustituyéndose la chapa de acero por un compuesto de amianto debido a la austeridad impuesta durante la guerra, lo que se tradujo en que algunas locomotoras posean una nervadura de refuerzo horizontal que corre la carcasa exterior. El experimento final iniciado por el Ferrocarril del Sur consistió en equipar las 21C5 Canadian Pacific con un fogón mecánico Berkeley, importado de Canadá. Se observó una pequeña mejora en el rendimiento cuando se probaron en 1948 ya bajo los Ferrocarriles Británicos, lo que propició que se reconvirtieran al sistema de alimentación manual.
El lote final entregado a los Ferrocarriles Británicos tuvo algunos detalles diferentes con respecto a las versiones anteriores. La modificación más significativa fue la reducción de peso utilizando materiales más ligeros no disponibles durante la guerra. A partir de 1952, se retiró la parte del carenado situada por delante de los cilindros para facilitar el mantenimiento y la lubricación, coincidiendo con la eliminación de las 'raves' (carcasas laterales en forma de visera) en los ténderes de todas las locomotoras, ya que se deterioraron rápidamente, obstruían el vertido de carbón y restringían la visión del maquinista al invertir la locomotora. Los nuevos ténderes recibieron almacenamiento cerrado para los hierros utilizados con el fin de remover el fuego, escaleras de peldaños revisadas y ventanas de vidrio para proteger a la tripulación del polvo de carbón cuando se circulaba con el ténder por delante.

## Rendimiento de las locomotoras no modificadas

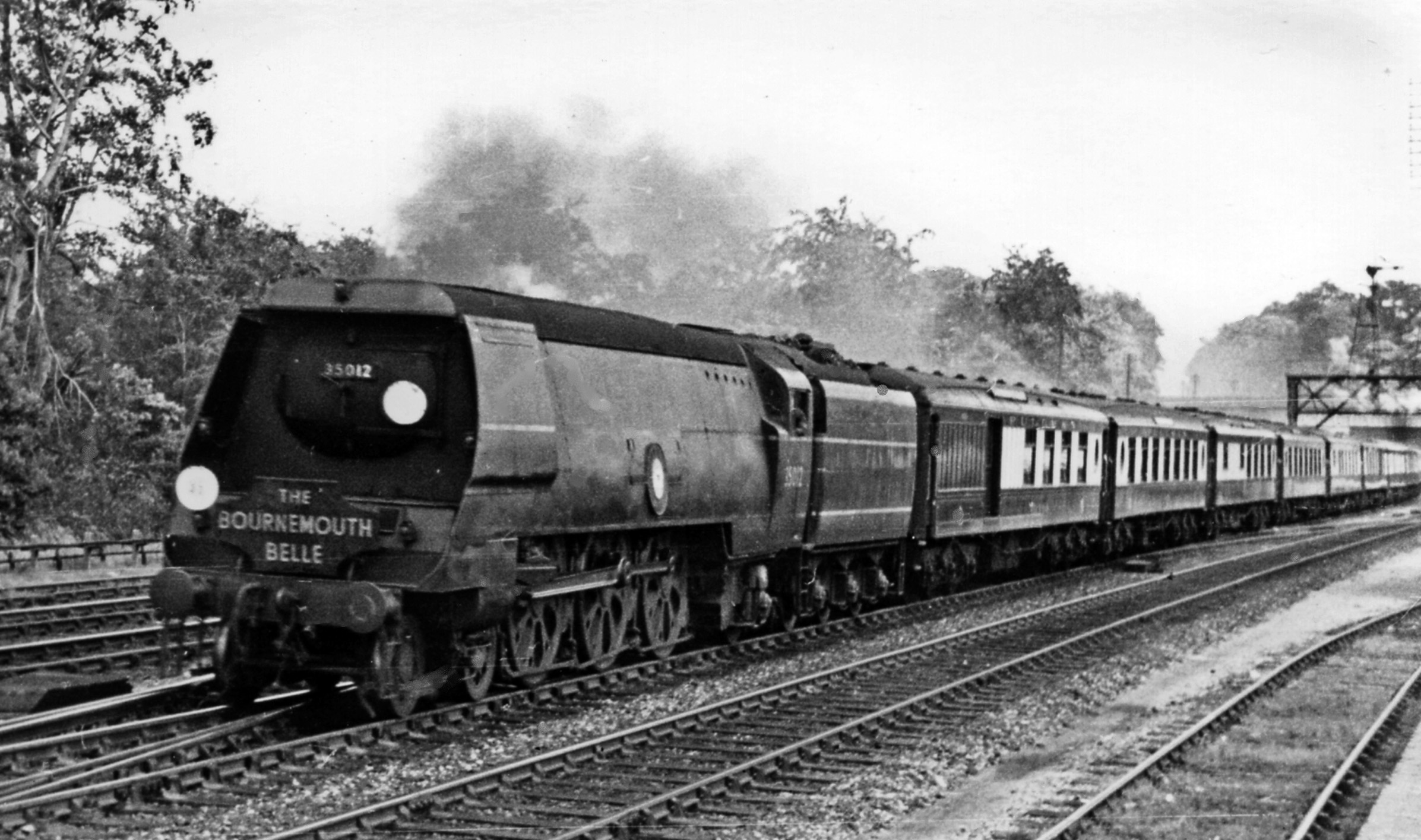
Locomotora 35012 United States Lines tirando del Bournemouth Belle en 1950

Las nuevas locomotoras demostraron que podían generar una enorme potencia utilizando combustible de calidad mediocre, debido en gran parte a la excelente caldera de Bulleid. También funcionaron muy bien a altas velocidades. En parte como resultado de tener tantas características novedosas, los primeros años de servicio de la clase de la Merchant Navy se vieron afectados por una serie de problemas técnicos. Algunos de estos eran simplemente "problemas iniciales", pero otros permanecieron durante toda su vida útil. Estos pueden resumirse de la siguiente manera:
- Problemas de adherencia: Las locomotoras a menudo eran propensas al deslizamiento de ruedas, y requerían una conducción muy cuidadosa al arrancar un tren pesado desde el reposo, pero una vez en marcha, destacaron por su buen funcionamiento, excelente producción de vapor y por ser notablemente estables al transportar expresos pesados.[4]
- Problemas de mantenimiento: El mecanismo de la válvula accionado por cadena resultó ser costoso de mantener y estaba sujeto a un desgaste rápido. Las fugas del baño de aceite en las ruedas causaron salpicaduras de aceite en la parte inferior de la caldera en servicio,[4] que una vez manchada de grasa, se recubría de una capa de polvo de carbón y ceniza que en ocasiones podía ser incendiada por las chispas generadas en las ruedas al frenar, quemando el material aislante situado por debajo del carenado.[37] Los incendios también se atribuyeron al desbordamiento de aceite de las cajas de grasa, que vertían aceite sobre las ruedas que acababa en el revestimiento de la caldera en servicio.[38] En cualquier caso, se tenía que llamar invariablemente a la brigada local de bomberos para apagar el fuego utilizando agua fría, que al entrar en contacto con la caldera caliente, causaba fuertes tensiones en el revestimiento. Muchas fotografías muestran una locomotora no modificada con una carcasa 'doblada' (deformada), como resultado de un incendio en la parte externa inferior de la caldera.[14]
- Alto consumo de combustible: Esto se hizo muy evidente en las Pruebas de Intercambio de Locomotoras de 1948 y en los ensayos en la planta de prueba de locomotoras de Rugby en 1952.[39]
- Visibilidad restringida del maquinista, debido al carenado exterior. El problema del escape nunca se resolvió adecuadamente, y el humo continuaba circulando alrededor del carenado cuando la máquina estaba en movimiento, dificultando la visión desde la cabina.[40]

Como resultado de estos problemas, en 1954 se consideró seriamente eliminar la clase y reemplazarla con locomotoras de la Clase Britannia. Sin embargo, las locomotoras tenían excelentes calderas y varias otras características destacables, por lo que se tomó la decisión de reconstruirlas, eliminando varias de las ideas menos exitosas de Bulleid.

### Incidente en Crewkerne
El 24 de abril de 1953, se rompió la manivela del cilindro central de la locomotora N.º 35020 "Bibby Line" mientras se acercaba a la estación de Crewkerne a gran velocidad. Nadie resultó herido, pero el incidente provocó la retirada del servicio de todas las locomotoras de la clase Merchant Navy. Se pudo determinar la causa comprobándose que la fractura, causada por la fatiga del metal, era un fallo compartido por todas las locomotoras de la clase. Para cubrir la escasez de locomotoras causada por la retirada simultánea de treinta máquinas, tuvieron que retirarse unidades de otras regiones de los Ferrocarriles Británicos para sustituirlas. El incidente motivó el rediseño y la sustitución del eje del cigüeñal de todas las máquinas de la clase Merchant Navy.

## Modificación
En parte debido al incidente de Crewkerne, y a la modificación incesante del diseño original de Bulleid, British Railways tomó la decisión de reconstruir toda la clase a un diseño más convencional ideado por R. G. Jarvis, adoptando muchas características de las Clases 'Standard' del British Rail que se habían introducido desde 1950. Se retiró el carenado, se reemplazó el revestimiento original de la caldera por uno más convencional, y el engranaje de las válvulas accionado por cadena se sustituyó por tres juegos separados de accionamientos Walschaerts. El rediseño se completó con una caja de humos cilíndrica completamente revisada, una nueva chimenea tipo Lord Nelson y deflectores de humo al estilo de los utilizados por el Ferrocarril de Londres, Midland y Escocia, que contribuyeron a reducir el problema de visibilidad de los maquinistas causado por el humo y el vapor.
El impredecible reversor de vapor Bulleid se reemplazó por un sistema de tornillo, mientras que los lubricadores mecánicos se desplazaron junto a la cabina, a los lados de la caldera. Se agregó un arenero al eje motriz delantero, mientras que para la marcha hacia atrás se aplicó al eje central. La primera locomotora 'modificada' que salió de Eastleigh sería la 35018 British India Line en 1956, completándose el trabajo en 1960 con la 35028 Clan Line. El éxito del programa de modificación para la clase Merchant Navy también influiría en el diseño de la futura modificación de 60 locomotoras Pacific Ligeras.

## Rendimiento de las locomotoras modificadas
No hay duda de que la reconstrucción de la clase resolvió la mayoría de los problemas de mantenimiento, al tiempo que conservaba sus mejores características, creando así excelentes locomotoras. Un inconveniente menor sería que las 'modificadas' producían mayores esfuerzos sobre los carriles como resultado del efecto de golpe de martillo causado por los contrapesos añadidos a las ruedas para equilibrar el mecanismo de la válvula Walschaerts exterior, mientras que el diseño original del engranaje de la válvula estaba en gran medida autoequilibrado. El 26 de junio de 1967, la locomotora 35003 Royal Mail registró la velocidad más alta de su clase. El transporte de un tren compuesto por tres vagones y dos furgones (164 toneladas de tara, 180 toneladas brutas) entre Weymouth y la Estación de Waterloo, entre la milla 38 y la 37 (ubicada entre las estaciones de Winchfield y de Fleet) se cubrió en 34 segundos, a una velocidad de 105,88 millas por hora (170,4 km/h). Esta fue también la última vez que se registró una velocidad verificada que superó las 100 millas por hora alcanzada por una locomotora de vapor en el Reino Unido, hasta que la locomotora Tornado logró la misma marca en 2017.

## Retirada del servicio
Sirvieron preferentemente en la Línea Principal del Sur a Southampton y Bournemouth hasta 1967. Sin embargo, la razón por la que la clase comenzó a retirarse en 1964 fue la transferencia de la línea principal entre Salisbury y Exeter a la Región Occidental y la introducción de las locomotoras diésel del tipo "Warship" en estos servicios Por lo tanto, se retiraron relativamente poco después de su reconstrucción, cuando todavía estaban en excelentes condiciones. Las dos primeras que se retiraron fueron el segundo prototipo 35002 Union Castle y la 35015 Rotterdam Lloyd  en febrero de 1964. Casi la mitad de la clase se había retirado a finales de 1965, pero siete máquinas sobrevivieron hasta el final de vapor en el Sector Sur en el verano de 1967.
| Año  | Unidades en servicio a comienzo de año | Unidades retiradas | Total retiradas | Números de Locomotora         |
| ---- | -------------------------------------- | ------------------ | --------------- | ----------------------------- |
| 1964 | 30                                     | 7                  | 7               | 35001-02/06/09/15/18/25       |
| 1965 | 23                                     | 7                  | 14              | 35004-05/16/19-21/24          |
| 1966 | 16                                     | 6                  | 20              | 35010-11/17/22/27/29          |
| 1967 | 10                                     | 10                 | 30              | 35003/07-08/12-14/23/26/28/30 |

## Preservación

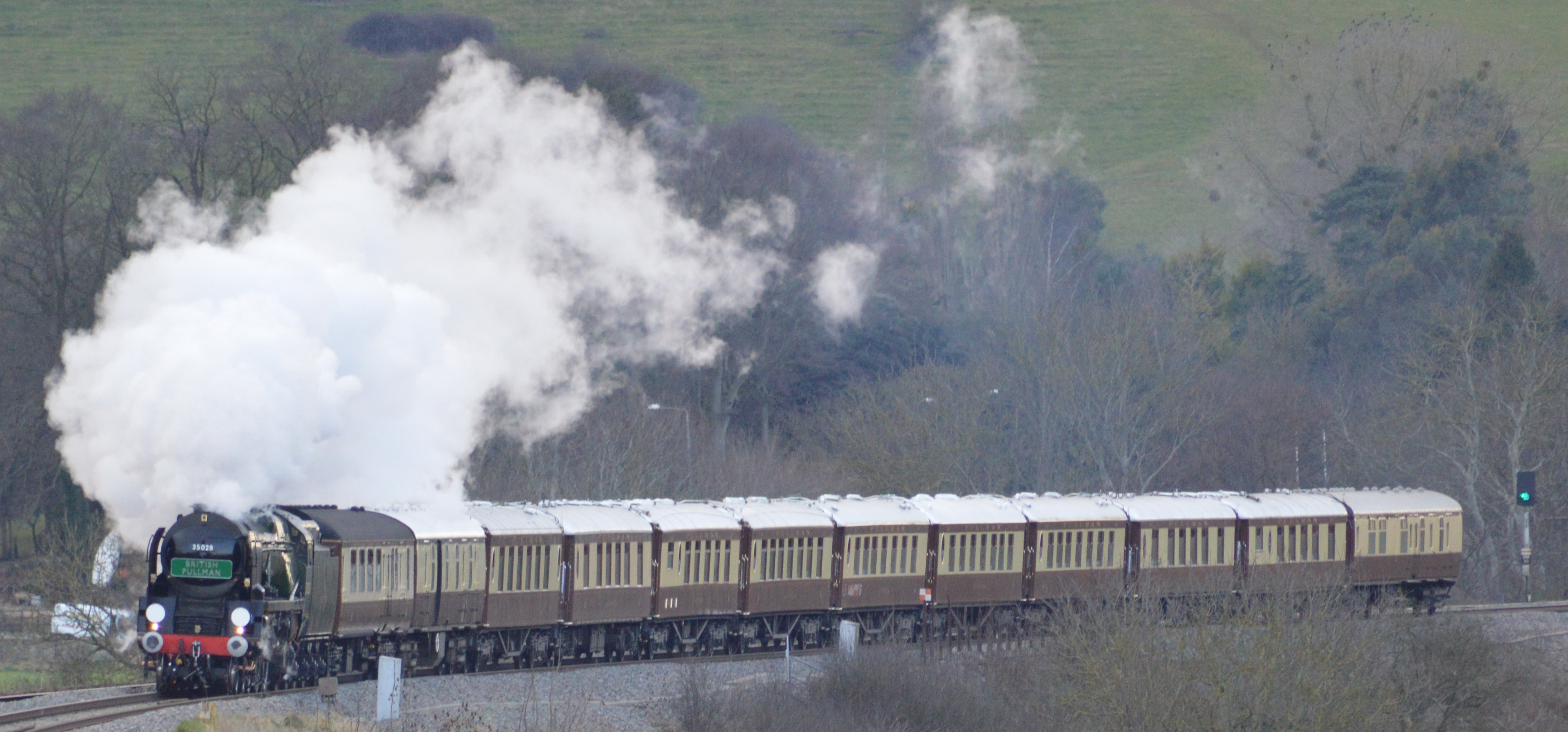
35028 Clan Line tirando del British Pullman Venecia-Simplón Orient Express en 2013, al oeste de Bath

Han sobrevivido once unidades de la clase gracias a la alta carga de trabajo del desguace de Woodham Brothers en Barry (Gales del Sur), que encontró más fácil y comercialmente más lucrativo desguazar primero los vagones de ferrocarril, manteniendo las locomotoras de vapor (una tarea mucho más técnica) a la espera de una disminución de la carga de trabajo. Cinco de las Merchant Navy supervivientes han llegado a funcionar tras su retirada del servicio: 35005, 35006, 35018, 35027 y 35028.
Diez de las once locomotoras preservadas proceden del desguace de Barry, con una máquina (la 35028 Clan Line comprada directamente por la Merchant Navy Locomotive Preservation Society a la British Railways en 1967, que desde entonces ha sido considerada como el buque insignia de la clase. Cinco de ellas han vuelto a funcionar con vapor, aunque es muy probable que la mayoría nunca vuelvan a hacerlo, debido a que se trata de máquinas demasiado grandes y pesadas para usarse en la mayoría de los ferrocarriles históricos de la actualidad.
Como toda la clase fue reconstruida a partir de 1956 en adelante, actualmente no existen locomotoras de la clase Merchant Navy en estado de reconstrucción, aunque un equipo está intentando realizar ingeniería inversa para restaurar la máquina 35011 a su condición original. Otras reliquias de la clase han sobrevivido en forma de placas de identificación de locomotoras y placas de matrícula, retiradas de las locomotoras hacia el final de la época del vapor en la Región Sur de los Ferrocarriles Británicos en la década de 1960. Como resultado, algunas permanecen en colecciones privadas, y varias han aparecido en subastas, vendiéndose por varios miles de libras.

### Locomotoras de la clase Merchant Navy preservadas
Para obtener detalles completos de la ubicación y el estado actual de las locomotoras conservadas, consulte:  List of SR Merchant Navy class locomotives 
| N.º   | Nombre                          | Construida | Reconstruida | Retirada | En servicio       | Localización                         | Librea                                     | Estado                                             | Certificado de Línea           | Imagen | Notas |
| ----- | ------------------------------- | ---------- | ------------ | -------- | ----------------- | ------------------------------------ | ------------------------------------------ | -------------------------------------------------- | ------------------------------ | ------ | --- |
| 35005 | Canadian Pacific                | Dic 1941   | May 1959     | Oct 1965 | 23 años, 10 meses | Eastleigh Works                      | BR Lined Green, Late Crest (on completion) | Bajo revisión                                      | No                             |        | Propiedad de la Mid Hants Railway Preservation Society                                                        |
| 35006 | Peninsular & Oriental S. N. Co. | Dic 1941   | Oct 1959     | Ago 1964 | 22 años, 8 meses  | Gloucestershire Warwickshire Railway | BR Lined Green, Late Crest                 | Operativa, autorización de la caldera caduca: 2025 | No                             |        | |
| 35009 | Shaw Savill                     | Jul 1942   | Mar 1957     | Sep 1964 | 22 años, 2 meses  | East Lancashire Railway              | N/A                                        | En proceso de restauración                         | No, pendiente de certificación |        | Propiedad de Ian Riley de la ingeniería Riley and Son de Bury, y en proceso de restauración desde el desguace |
| 35010 | Blue Star                       | Ago 1942   | Ene 1957     | Sep 1966 | 24 años, 1 mes    | Colne Valley Railway                 | N/A                                        | Almacenada, en espera de restauración              | No                             |        | |
| 35011 | General Steam Navigation        | Dic 1944   | Jul 1959     | Feb 1966 | 21 años, 2 meses  | Swindon and Cricklade Railway        | N/A                                        | En proceso de restauración                         | No, pendiente de certificación |        | Siendo restaurada a la condición de construcción con carenado aerodinámico                                    |
| 35018 | British India Line              | May 1945   | Feb 1956     | Ago 1964 | 19 años, 3 meses  | Carnforth MPD                        | BR Lined Green, Late Crest                 | Operativa, autorización de la caldera caduca: 2027 | Sí (2017 - 2024)               |        | |
| 35022 | Holland America Line            | Oct 1948   | Jun 1956     | May 1966 | 17 años, 7 meses  | Crewe Diesel TMD                     | N/A                                        | Almacenada, en espera de restauración              | No, pendiente de certificación |        | En espera de restauración desde la condición de desguace, junto con la 35027 Port Line                        |
| 35025 | Brocklebank Line                | Nov 1948   | Dic 1956     | Sep 1964 | 15 años, 10 meses | Private Site, Sellinge, Kent         | N/A                                        | Almacenada, en espera de restauración              | No                             |        | En espera de restauración de la condición de desguace                                                         |
| 35027 | Port Line                       | Dic 1948   | May 1957     | Sep 1966 | 17 años, 9 meses  | Crewe Diesel TMD                     | N/A                                        | Almacenada, en espera de revisión                  | No, pendiente de certificación |        | En espera de revisión junto con la 35022 Holland America Line. Corrió por última vez en 2003                  |
| 35028 | Clan Line                       | Dic 1948   | Oct 1959     | Jul 1967 | 18 años, 7 meses  | Stewarts Lane TMD                    | BR Lined Green, Late Crest                 | Operativa, autorización de la caldera caduca: 2027 | Sí (2017 - 2024)               |        | |
| 35029 | Ellerman Lines                  | Feb 1949   | Sep 1959     | Jul 1966 | 17 años, 7 meses  | National Railway Museum              | BR Lined Green, Late Crest                 | Exhibición estática                                | No                             |        | Seccionada del lado de los fogoneros para mostrar su funcionamiento interno                                   |

## Librea

### Ferrocarril del Sur
La librea era de color verde malaquita con el revestimiento y las letras horizontales "amarillo brillante" habitual del Ferrocarril del Sur. Las primeras cinco locomotoras recibieron un acabado mate para ocultar pequeñas irregularidades en la carcasa. Todos los miembros de la clase que operaron durante la Segunda Guerra Mundial se repintaron con la librea negra propia de los tiempos de guerra, con letras "Sunshine" sombreadas en verde. Sin embargo, esto se revirtió a librea verde malaquita al final de las hostilidades.
La máquina 21C1 Channel Packet originalmente tenía una herradura invertida en la puerta de la caja de humo, lo que indica su origen sureño, pero las tripulaciones de la máquina pensaban que este símbolo traía mala suerte. Se rediseñó convirtiéndola en una circunferencia rodeando al año de construcción, por lo que actuaba como una placa de identificación. El fondo estaba pintado de rojo. Los primeros miembros de la clase tenían placas de matrícula de hierro fundido y placas doradas con el texto 'Southern' en bajorrelieve en el ténder, pero posteriormente los rótulos se aplicaron mediante transferencias sobre la pintura.

### Ferrocarriles Británicos
Después de la estatización en 1948, la librea inicial de las locomotoras verde malaquita del Sur sería ligeramente modificada, con el texto "British Railways" reemplazando al rótulo "Southern" con letras de color amarillo en los lados del ténder. El sistema de numeración de Bulleid se retuvo temporalmente, con un prefijo "S" adicional, como S21C1. Una segunda librea de corta duración utilizó un color púrpura experimental con ribetes rojos, tal como se aplicó a la máquina 35024 East Asiatic Company. Esta librea sería reemplazada por el color azul con orlas blancas y negras utilizado por los Ferrocarriles Británicos. A partir de 1952, las locomotoras llevaban la librea verde Brunswick estándar con orlas de colores naranja y negro, con el escudo de British Railways en los costados del ténder. Esta librea se ha mantenido después de la reconstrucción.

## Valoración operativa
La clase, tanto en su versión original como modificada, ha estado sujeta a una variedad de opiniones divergentes. La utilización de la construcción de acero soldado y las diversas innovaciones que no se habían visto anteriormente en el diseño de locomotoras británicas significaron que la clase le valió a Bulleid el título simbólico de "Último gigante de vapor". La preocupación constante por la facilidad de mantenimiento y por la funcionalidad no se había visto previamente en locomotoras de diseño antiguo, mientras que sus calderas altamente eficientes representaban lo último en tecnología de vapor británica, el sello distintivo de un diseño de locomotora exitoso. A pesar de ello, la cantidad de innovaciones introducidas al mismo tiempo hizo que la clase fuera poco fiable y difícil de mantener durante los primeros años de servicio. Muchas de estas dificultades se superaron durante la reconstrucción, lo que llevó a D. L. Bradley a afirmar que las máquinas modificadas eran "las mejores locomotoras exprés del Reino Unido". En general, la clase tuvo un gran éxito, con la mitad de las locomotoras completando más de 1 millón de millas en servicio.

## Modelismo
La clase Merchant Navy ha sido objeto de varios modelos de diferentes fabricantes, incluidos Hornby Railways, Graham Farish y Minitrix. El primer modelo escala OO de una locomotora construida fue producido por Graham Farish en 1950, seguido por Hornby/Wrenn en 1962 y por la versión modificada.
Hornby y Graham Farish actualmente producen la versión reconstruida de la clase en las escalas OO y N respectivamente. El modelo de Hornby se introdujo en la edición del año 2000 del catálogo de la marca. En diciembre de 2010 ya se habían producido quince miembros de la clase.
En marzo de 2015, Hornby anunció la inclusión de una nueva versión del estado original de la clase a escala OO en su gama de 2016, cuyo lanzamiento sería pospuesto al año 2017.